# Piasecki HRP
Die Piasecki HRP ist ein Transporthubschrauber des US-amerikanischen Herstellers Piasecki Helicopter Corporation. Der Prototyp XHRP-X war weltweit der erste einsatzfähige Hubschrauber mit Tandemrotoranordnung. Zwar flog bereits im Sommer 1933 ein von Nicolas Florine entwickelter Drehflügler, der diese Antriebskonfiguration verwendete, dieser führte damit jedoch nur Schwebeflüge durch.

## Geschichte

### Entwicklung

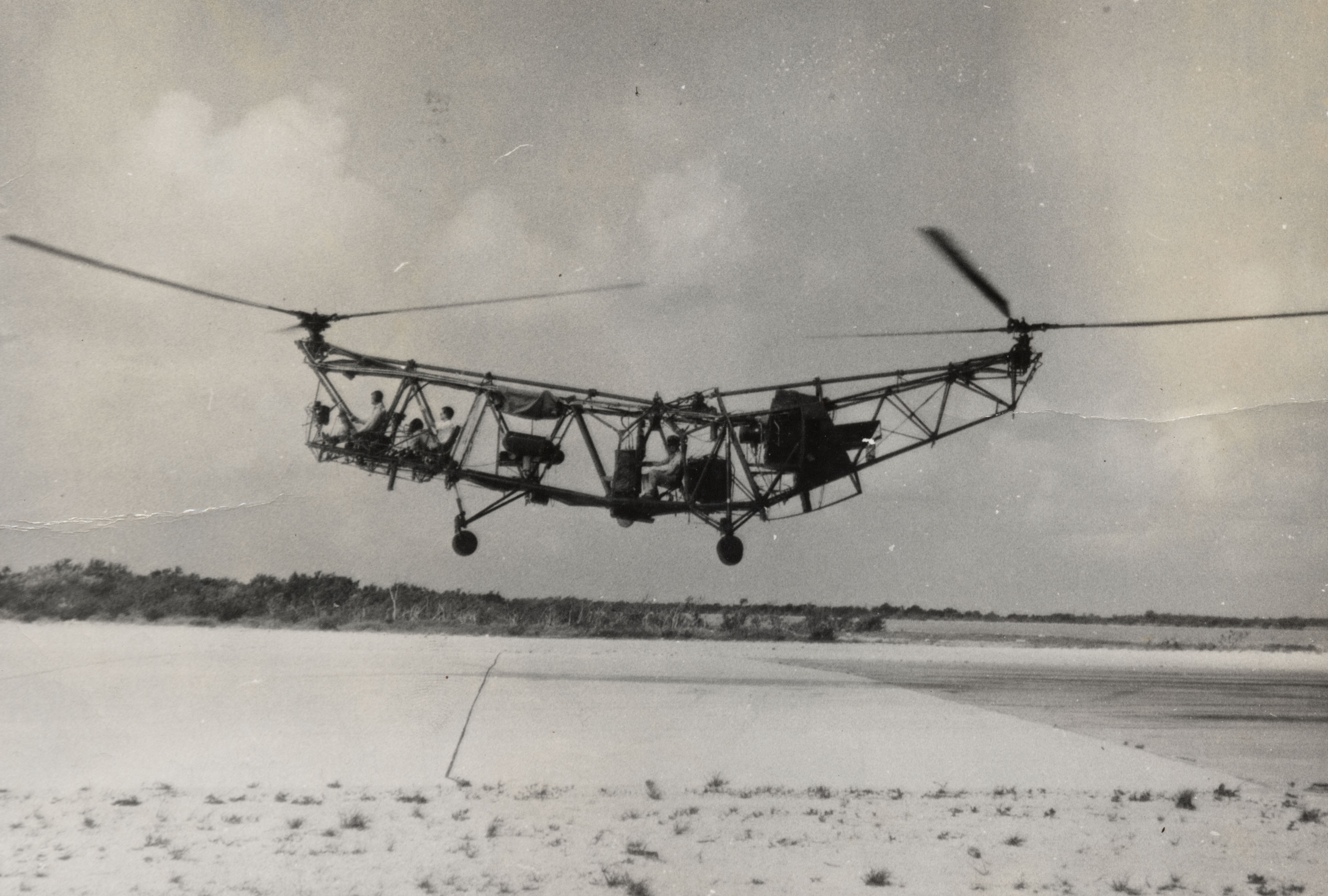
Prototyp XHRP-X Dogship

Die United States Coast Guard (USCG) hatte während des Zweiten Weltkriegs unter anderem an der Ostküste die Aufgabe, Schiffbrüchige von in Küstennähe torpedierten Schiffen zu retten. Die ersten Erfahrungen mit Tragschraubern wie dem Pitcairn OP-1 hatten die US Navy nicht überzeugt, dass Drehflügler hierfür ein brauchbares Instrument darstellen könnten. Im Mai 1943 erhielt Piasecki jedoch die Zustimmung des Bureau of Aeronautics zur Entwicklung eines Tandemhubschraubers für die USCG, der in der Lage sein sollte, bei Such- und Rettungsflügen eine Last von 816 kg zu transportieren. Mit ausschlaggebend hierfür waren auch die guten Leistungswerte der im April 1943 erstmals geflogenen PV-2. Bevor sich Frank Piasecki für die Tandembauweise entschied, hatte er systematische Versuche mit vier anderen Bauweisen durchgeführt. Dies waren die Einrotor-Heckrotor-, Transversale-Rotoren-, Koaxialrotor- und Dreifachrotor-Auslegung. Die besten Ergebnisse erzielte er mit der Tandemauslegung.
Nach fast einem Jahr Entwicklungszeit erhielt Piasecki Anfang 1944 den Auftrag zum Bau eines experimentellen Tandemhubschraubers, der von der Navy als XHRP-X bezeichnet wurde. Der Erstflug der XHRP-X (Werksbezeichnung PV-3), deren Rumpf noch vollständig unverkleidet war, fand am 7. März 1945 mit Frank Piasecki am Steuer statt. Später erhielt der Rumpf eine Stoffbespannung. Bei der Erprobung konnte eine Nutzlast von 816 kg als Außenlast transportiert oder 10 Personen an Bord genommen werden. Die erreichte Höchstgeschwindigkeit betrug 176 km/h. Noch vor Ende des Zweiten Weltkriegs im August 1945 erhielt Piaseckis Entwurfsbüro mit der HRP-1, der HUP-1 und der H-16 Aufträge für drei Arbeitshubschrauber.

### HRP-1 (PV-3)

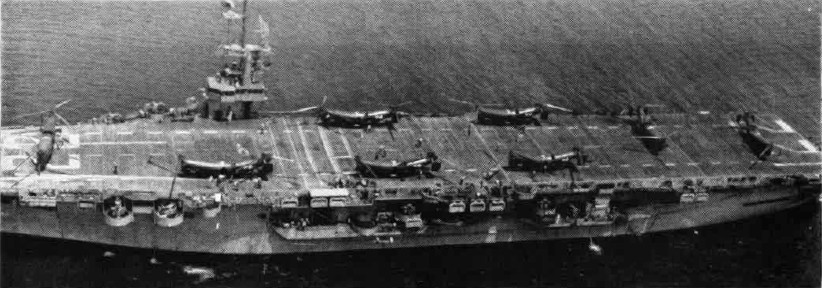
Acht HRP-1 an Bord der USS Palau, wahrscheinlich 1949

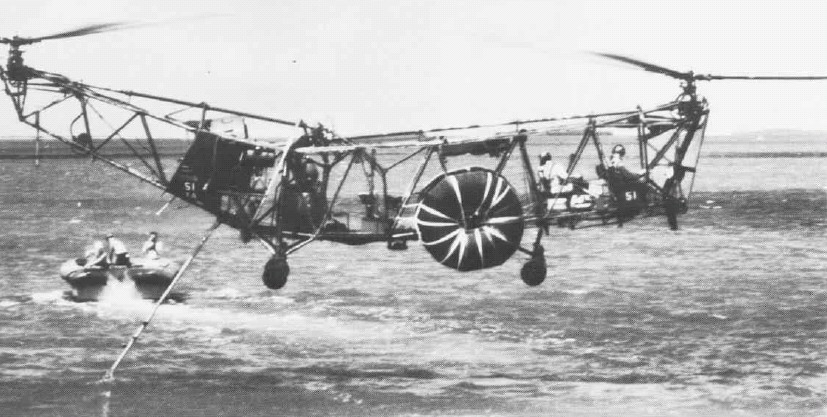
HPR-1 bei Versuchen mit einem Tauchsonar im Jahr 1953

Die Serienversion der XHRP-X erhielt die Bezeichnung HRP-1 und flog zum ersten Mal am 3. November 1947. Insgesamt wurden 20 Maschinen hergestellt, von denen die letzte 1949 abgeliefert wurde. Die US Navy entwickelte mit der HRP-1 ihre noch heute gültigen Doktrinen, nach denen sie Hubschrauber für Such- und Rettungsaufgaben, die U-Boot-Abwehr, zur Unterstützung von amphibischen Operationen des US Marine Corps, für den Lastentransport und zum Minenräumen einsetzt. Drei Exemplare übergab die Navy an die US Coast Guard.
Am 1. Dezember 1947 wurde mit dem Marine Helicopter Squadron 1 (HMX-1) die erste Einheit mit der HRP aufgestellt. Die HMX-1 war auch gleichzeitig die erste Hubschrauber-Einheit der US Marines. Die erste HRP-1 erhielt HMX-1 am 19. August 1948, im April 1949 betrug der Bestand dann neun Maschinen dieses Musters. Eine erste Demonstration des neuen Einsatzkonzepts vor Regierungsmitgliedern umfasste am 9. Mai 1949 acht HRP mit 56 voll ausgerüsteten Marines, die von einem nachgebildeten Flugzeugträgerdeck aus starteten und unter dem Schutz von Jagdflugzeugen die Soldaten in der „Kampfzone“ absetzten. In einer zweiten Welle flogen die HRP untergehängte Haubitzen in das Manövergebiet. An der Übung PACKARD III nahm HMX-1 ab 22. Mai 1949 mit acht HRP an Bord des Begleitflugzeugträgers USS Palau teil. Jeder Hubschrauber transportierte sechs Soldaten zu einem Gebiet 16 km vom Träger entfernt; die gesamte Transportleistung lag bei 230 Soldaten und etwa 6400 kg Fracht. Vier HRP der HMX-1 nahmen sogar an Cleveland Air Races teil, um der Öffentlichkeit die Verwendung von Hubschraubern als militärisches Transportmittel zu demonstrieren. Zwischen dem 25. November 1949 und 5. April 1950 erhielten alle HRP ein Flugverbot wegen mechanischer Probleme mit einer Ölpumpe.
Am 15. Juni 1950 präsentierte das Marine Corps die Möglichkeiten der HRP im Rahmen von amphibischen Operationen auch vor Präsident Harry S. Truman und Militärstäben. Die HRP-1 blieben noch bis 1953 im Einsatz, wonach die verbleibenden Maschinen von der Navy übernommen und für Versuche mit Tauchsonaren und luftgestützter Minenräumtechnik eingesetzt wurden. Dazu wurde die Stoffbespannung aus Gewichtsgründen entfernt, da diese sich beim Schweben dicht über der Wasseroberfläche schnell vollsog. Aus Sicherheitsgründen befestigte man Schwimmkörper am Gitterrohrrumpf.

### HRP-2 (PV-17)
Praktisch eine Neukonstruktion stellte die HRP-2 (Werksbezeichnung PV-17) dar, die einen metallbeplankten Rumpf erhielt und von der im Juni 1948 fünf Exemplare für die US Coast Guard bestellt wurden. Der erste Flug fand am 10. November 1949 statt. Pilot und Kopilot saßen hier nebeneinander vor dem vorderen Rotormast, während bei der HRP-1 die beiden Piloten noch hintereinander untergebracht waren. Der Antrieb blieb jedoch unverändert, so dass diese Variante als stark untermotorisiert angesehen wurde. Wenigstens ein Exemplar wurde später von einem zivilen Betreiber eingesetzt. Die PV-17 war die Ausgangskonstruktion für die Entwicklung der H-21 Workhorse/Shawnee.

### Seriennummern
- XHRP-X (PV-3): Bureau Number 37968/37969, nur 37969 geflogen. 85390 bestellt, aber storniert
- HRP-1 Rescuer (PV-3): 111809 bis 828, (111834 bis 848) 35 Stck. beauftragt, nur erstes Los mit 20 Exemplaren gebaut
  - HRP-1G: drei davon (111821, 111823 und 111826) gingen an die US Coast Guard
- HRP-2 (PV-17):  111829 bis 833, neu konstruierter metallbeplankter Rumpf, von der US Coast Guard eingesetzt

## Produktion
Abnahme der Piasecki HRP durch die US Navy: 
| Version | 1947 | 1948 | 1949 | 1950 | SUMME |
| ------- | ---- | ---- | ---- | ---- | ----- |
| XHRP-X  | 1    |      |      |      | 1     |
| HRP-1   | 5    | 15   |      |      | 20    |
| HRP-2   |      |      |      | 5    | 5     |
| SUMME   | 6    | 15   | 0    | 5    | 26    |

## Technische Daten
| Kenngröße                        | Daten der HRP-1                                         |
| -------------------------------- | ------------------------------------------------------- |
| Besatzung                        | 2                                                       |
| Passagiere                       | 10 Sitze                                                |
| Rumpflänge                       | 14,64 m                                                 |
| Rotorkreisdurchmesser            | 12,51 m                                                 |
| Leermasse                        | 2290 kg                                                 |
| Nutzlast                         | 844 kg                                                  |
| Reisegeschwindigkeit             | 138 km/h                                                |
| Höchstgeschwindigkeit            | 165 km/h                                                |
| Reichweite                       | 420 km                                                  |
| Gipfelhöhe bei normaler Nutzlast | 3170 m                                                  |
| Triebwerke                       | 1 × Pratt & Whitney R-1340 mit 600 PS (441 kW) Leistung |